# Mylabris sibirica
Mylabris sibirica là một loài bọ cánh cứng trong họ Meloidae. Loài này được Fischer von Waldheim miêu tả khoa học năm 1823.